# Шеллефтео (хоккейный клуб)
Хокке́йный клуб Шеллефтео АИК (швед. Skellefteå AIK) — профессиональный хоккейный клуб, представляющий одноимённый шведский город. Выступает в Шведской элитной серии. Домашняя арена — Шеллефтео Крафт Арена — вмещает 6000 зрителей.

## История
Клуб был основан в 1921 году, но первый свой матч команда провела лишь в 1943 году. Однако, уже в 1955 году «Шеллефтео» вышел в элитный шведский дивизион, а в 1978 году в первый раз стал чемпионом Швеции. В 1989 году команда вылетела из высшего дивизиона и смогла вернуться назад лишь в 2006 году. С сезона 2007—2008 клуб постоянно участвует в плей-офф. В 2013 году команда смогла во второй раз в истории завоевать золотые медали чемпионата страны, а в следующем году снова повторила это достижение.

## Достижения
- Чемпион Швеции 1978, 2013, 2014, 2024.
- Финалист Хоккейной Лиги чемпионов: 2024.